# 数字は嘘をつかないが嘘つきは数字を使う
数字は嘘をつかないが嘘つきは数字を使う（すうじはうそをつかないがうそつきはすうじをつかう）は、マーク・トウェインによって残された言葉。

## 概要
数字には解釈の余地が無いためロジカルな表現には不可欠だが、自分に都合の良い数字だけを持ち出して見せることで、これが全てであり真実であると思わせることができているということである。
数字というのは具体感があり他のものとの比較が容易であるため、それだけで相手の主張に説得力があるように見えるという特性がある。特に多くの人が陥りやすい数字の罠は、ランキングと平均と先行情報。これらの数字は無意識に使われている場合もあれば、悪意を持って使われている場合もある。数字が分からないために数字そのものを見誤って、悪意の無い嘘をついている人もいる。
伊藤惇夫はワイド!スクランブルで数字は嘘をつかないが嘘つきは数字を使うという言葉を持ち出して、官庁とはデータを独占的に所有できる機関であり、そのデータに基づいてどういう数字を出すかをある程度官庁の中でコントロールできるとしている。伊藤が人事院勧告、公務員給与問題を調べた際には、人事院勧告の企業実態調査の対象企業が一定以上の規模ばかりであり、半分より上の企業の平均値を取るということをしていたことを述べた。
荒川和久は数字は嘘をつかないが嘘つきは数字を使うという言葉を持ち出して、社会では間違った主張が行われていることを指摘する。共働きが多いから少子化であるという主張が存在している。この主張で用いられている専業主婦と共働きの世帯の数のデータを見れば、共働きの夫婦は67パーセントで専業主婦の倍以上となっている。このデータのみを見れば日本は共働きが多いために少子化であると思われるかもしれない。だがこのデータは妻は週に2時間程度働くのみのパートであっても共働きとして加算している。対して労働力調査では妻がフルタイムで働いているならば共働きに加算されており、このデータでは共働きの割合は2割程度となる。このことから共働きが多いから少子化であるという主張は無意味になるということである。